# باربرا مادسن
باربرا مادسن (بالإنجليزية: Barbara Madsen)‏ هي قاضية ومحامية أمريكية، ولدت في 1952.

## وصلات خارجية
- الموقع الرسمي
- باربرا مادسن على موقع إن إن دي بي (الإنجليزية)